# うすめ四郎
うすめ 四郎（うすめ しろう）は日本のゲームの原画家・イラストレーター。

## 担当作品

### ゲーム原画
- 彼女はオレからはなれない
- サンタフル☆サマー
- ちっちゃらぶアパート
- ハーヴェストオーバーレイ
- ハーヴェストオーバーレイ リコネクション
- シロガネ×スピリッツ!
- 恋愛フェイズ
- BALDR HEART（兵装少女イラスト）
- ちっちゃな花嫁 ～まだまだつぼみだもんっ～
- BALDR BRINGER
- 絆きらめく恋いろは
- BALDR BRINGER EXTEND CODE
- エロいもハリケーン! ～アイドルの妹がエロくてエロくてオレの理性に嵐の予感!?～
- BALDR BRINGER 絹花アフター
- エロいもサイクロン! ～渦巻くエロエロは妹を中心に急速拡大中!～
- 絆きらめく恋いろは -椿恋歌-
- エロいもタイフーン! ～水も滴るエロエロ妹達と湯けむり温泉ぶらり欲情旅行!～
- 白刃きらめく恋しらべ
- しおんとワンルーム -絆きらめく恋いろはSS-[1]
- 紅月ゆれる恋あかり[2]
- 旭とワンルーム ～とある夏の一日～ -絆きらめく恋いろはSS-
- ナマイキJKライブラリー
- 刹那にかける恋はなび
- 勇者さま…♥ 私とHしませんか? ～姫様とHをしないと出られないダンジョンに閉じ込められた件について～

### ライトノベル
- ひきこもりパンデモニウム（壱日千次作、『MF文庫J』）